# Devario shanensis
Devario shanensis är en fiskart som först beskrevs av Hora 1928.  Devario shanensis ingår i släktet Devario och familjen karpfiskar. IUCN kategoriserar arten globalt som otillräckligt studerad. Inga underarter finns listade i Catalogue of Life.